# Der arme Mann Luther
Der arme Mann Luther ist ein deutscher Spielfilm von Franz Peter Wirth aus dem Jahr 1965. Er entstand nach dem gleichnamigen Hörspiel des deutschen Schriftstellers Leopold Ahlsen.

## Handlung
Das Fernsehspiel zeigt Martin Luther in seiner Sterbestunde. Luther, dem Tode nahe, erscheint im Traum ein katholischer Mönch, der ihn dazu bringen will, zu widerrufen. Andere Gestalten seines Lebens und seiner Vergangenheit erscheinen, manche bejahen die Taten seines Lebens, doch viele wollen, dass er sein Handeln bereut und sich dem Papst unterwirft. Der Film endet mit Luthers Tod. Widerrufen hat er nicht.

## Erfolg
Der Film entstand nach einem erfolgreichen Hörspiel von Leopold Ahlsen.
Hergestellt vom Bavaria Atelier für den Westdeutschen Rundfunk wurde der Film am 21. Januar 1965 erstmals im deutschen Fernsehen gesendet. In Finnland wurde der Film ebenfalls gesendet; dort jedoch unter dem Titel „Martin Luther“ am 28. September 1965.
Die Verfilmung wurde von Leopold Ahlsen 1967 zusätzlich auch als Theaterstück adaptiert.